# Хриб-при-Орехку
'Хриб-при-Орехку (словен. Hrib pri Orehku) — поселення в общині Ново Место, регіон Південно-Східна Словенія, Словенія. Висота над рівнем моря: 301,9 м.